# Doddsville
Doddsville es un pueblo del condado de Sunflower en el estado de Misisipi (Estados Unidos). En el año 2000 tenía una población de 108 habitantes en una superficie de 2 km², con una densidad poblacional de 54.4 personas por km².

## Geografía
Doddsville se encuentra ubicado en las coordenadas 33°39′27″N 90°31′27″O / 33.65750, -90.52417. Según la Oficina del Censo, el pueblo tiene un área total de 2 km² (0,8 mi²), de la cual 2 km² (0,8 mi²) es tierra y 0 km² (0 mi²) es agua.

### Localidades adyacentes
El siguiente diagrama muestra a las localidades en un radio de 20 kilómetros (12,4 mi) de Doddsville.

## Demografía
Para el censo de 2000, había 108 personas, 38 hogares y 22 familias en la localidad. La densidad de población era 54.4 hab/km².
En el 2000 la renta per cápita promedia del hogar era de $ 19.000 y el ingreso promedio para una familia era de $25.250. El ingreso per cápita para la localidad era de $6.359. En 2000 los hombres tenían un ingreso per cápita de $16.250 contra $15.625 para las mujeres. Alrededor del 30.7% de la población estaba bajo el umbral de pobreza nacional.